# HD 5316
HD 5316，又名BD+23 126，SAO 74365、HR 259，是一颗恒星，视星等为6.2，位于銀經124.03，銀緯-38.31，其B1900.0坐标为赤經0h 49m 53.4s，赤緯+24° -38.31′ 55″。